# Liste des députés européens de Suède de la 4e législature
 (décembre 2024).
Si vous disposez d'ouvrages ou d'articles de référence ou si vous connaissez des sites web de qualité traitant du thème abordé ici, merci de compléter l'article en donnant les références utiles à sa vérifiabilité et en les liant à la section « Notes et références ».
Cet article présente la liste des députés européens élus pour la mandature 1994-1999 lors des élections européennes de 1995 en Suède.
| Nom | Nom                    | Liste                                           | Groupe parlementaire européen |
| --- | ---------------------- | ----------------------------------------------- | ----------------------------- |
|     | Birgitta Ahlqvist      | Parti social-démocrate suédois des travailleurs | PSE                           |
|     | Jan Andersson          | Parti social-démocrate suédois des travailleurs | PSE                           |
|     | Gunilla Carlsson       | Parti du rassemblement modéré                   | PPE                           |
|     | Hadar Cars             | Parti du peuple - Les Libéraux                  | ELDR                          |
|     | Charlotte Cederschiöld | Parti du rassemblement modéré                   | PPE                           |
|     | Marianne Eriksson      | Parti de gauche                                 | GUE/NLG                       |
|     | Malou Lindholm         | Parti de l'environnement Les Verts              | Verts                         |
|     | Anneli Hulthén         | Parti social-démocrate suédois des travailleurs | PSE                           |
|     | Staffan Linder         | Parti du rassemblement modéré                   | PPE                           |
|     | Per Gahrton            | Parti de l'environnement Les Verts              | Verts                         |
|     | Ulf Holm               | Parti de l'environnement Les Verts              | Verts                         |
|     | Hans Lindqvist         | Parti du centre                                 | ELDR                          |
|     | Maj-Lis Lööw           | Parti social-démocrate suédois des travailleurs | PSE                           |
|     | Karl Erik Olsson       | Parti du centre                                 | ELDR                          |
|     | Inger Schörling        | Parti de l'environnement Les Verts              | Verts                         |
|     | Jonas Sjöstedt         | Parti de gauche                                 | GUE/NLG                       |
|     | Per Stenmarck          | Parti du rassemblement modéré                   | PPE                           |
|     | Jörn Svensson          | Parti de gauche                                 | GUE/NLG                       |
|     | Maj Britt Theorin      | Parti social-démocrate suédois des travailleurs | PSE                           |
|     | Ivar Virgin            | Parti du rassemblement modéré                   | PPE                           |
|     | Tommy Waidelich        | Parti social-démocrate suédois des travailleurs | PSE                           |
|     | Sören Wibe             | Parti social-démocrate suédois des travailleurs | PSE                           |